# Гільтенфінген
Гільтенфінген (нім. Hiltenfingen) — громада в Німеччині, знаходиться в землі Баварія. Підпорядковується адміністративному округу Швабія. Входить до складу району Аугсбург. Складова частина об'єднання громад Лангеррінген.
Площа — 14,55 км2. Населення становить 1618 ос. (станом на 31 грудня 2020).